# 宇野翔真
宇野 翔真（うの しょうま、12月27日 - ）は、日本の男性声優。大阪府出身。青二プロダクション所属。

## 略歴
声優になろうと思ったきっかけは中学生の頃に見た『神のみぞ知るセカイ』を見たことから。ラジオのパーソナリティをされていた、下野紘と伊藤かな恵のトークがとても面白く、憧れをもったのがきっかけだと語っている。

## 人物
資格は普通自動車運転免許。趣味はカードゲーム、ギター、大人用平成ライダーベルト収集、筋トレ。特技は水泳。方言は泉州弁。
休日の過ごし方は、古着屋に行ったり、友達と通話をしながらゲームをしたり、ガンプラを作ったりしている。

## 出演
太字はメインキャラクター。

### テレビアニメ
2021年
- ちびまる子ちゃん（2021年 - 2023年、通行人、司会者）

2022年
- デジモンゴーストゲーム（2022年 - 2023年、団員、町民B）
- ラブオールプレー（委員長）
- もっと!まじめにふまじめ かいけつゾロリ（カメマロ）

2023年
- 逃走中 グレートミッション（町人）
- B-PROJECT〜熱烈*ラブコール〜（スタッフ）

2024年
- JOCHUM（ヤヌカミ、大家さん）
- 来世は他人がいい（男客）

2025年
- Sランクモンスターの《ベヒーモス》だけど、猫と間違われてエルフ娘の騎士として暮らしてます（ゴブリン）
- 忍たま乱太郎（忍者、町の人）
- ONE PIECE（将校）

### ゲーム
- FUSHO-浮生-（2021年、李時珍）
- 龍が如く7外伝 名を消した男（2023年）
- モンスター烈伝 オレカバトル2（2025年、波戦士トリト[19]）

### テレビドラマ
- 119エマージェンシーコール（男性[20]）

### ボイスオーバー
- しむキュン!コリア（2021年、テレビ愛知）

### ナレーション
- ミュージックステーション（2021年 - 2025年、朝日放送テレビ）

### CM
- ヒューコムエンジニアリング（2023年、顔出し出演）

### イベント
- 化石ハンター展 展示映像（2022年 - 2024年、ナレーション）